# Foundational Model of Anatomy
Foundational Model of Anatomy Ontology(FMA)는 인체 해부학 영역에 대한 참조용 온톨로지이다. 생물의 표준, 표현형 구조를 상징적으로 표현하고 있다.
워싱턴 대학교의 Structural Informatics Group에서 개발, 유지, 관리하고 있다.

## 설명
FMA 온톨로지는 약 75,000개의 분류와 120,000개 이상의 용어, 168개 이상의 관계 유형에서 210만 개 이상의 관계 예시를 포함한다.

## 같이 보기
- Terminologia Anatomica